# Рафанелло, Джереми
Дже́реми Ма́йкл Рафане́лло (англ. Jeremy Michael Rafanello; род. 14 апреля 2000, Дерлан, Нью-Джерси) — американский футболист, нападающий клуба «Филадельфия Юнион».

## Клубная карьера

### Ранняя карьера
В 2018 году Рафанелло выступал за молодёжную команду «Филадельфии Унион», выступающей в Объединённой футбольной лиге, в качестве игрока-любителя.
С 2018 года начал выступать за команду «Пенн Стэйт Нитанни Лайонз», принадлежащей его университету. За год выступлений за «Пенн Стэйт Нитанни Лайонз» он принял участие в 18 матчах, забив три гола.

### Хельсингёр
После пробной игры в датском клубе «Хельсингёр» 11 июля 2019 года было объявлено, что Рафанелло подписал с датчанами двухлетний контракт.

### Инди Илевен
19 февраля 2020 года Рафанелло подписал контракт с клубом Чемпионшипа ЮСЛ «Инди Илевен». 9 сентября 2020 года Рафанелло забил свой первый гол за «Инди Илевен» в матче против «Спортинг Канзас-Сити II» (2:1).

### Нью-Йорк Ред Буллз II
3 марта 2021 года Рафанелло подписал контракт с «Нью-Йорк Ред Буллз II». Он дебютировал за клуб 30 апреля 2021 года, выйдя в стартовом составе в матче против «Хартфорд Атлетик» (3:2). 16 июня 2021 года Рафанелло забил свои первые два гола, а также отдал ассист в победном матче над «Шарлотт Индепенденс», закончившемся со счётом 3:1.

### Филадельфия Юнион
23 августа 2022 года Рафанелло подписал контракт с клубом «Филадельфия Юнион», в котором играл ещё в детстве.

## Международная карьера
В 2018 году Рафанелло дебютировал за сборную США до 19 лет, выйдя на замену в матчах против Казахстана и Чехии. Свой первый гол за сборную Рафанелло забил в матче против Азербайджана, завершившемся со счётом 3:0.